# Campionati del mondo di ciclocross 2020
I Campionati del mondo di ciclocross 2020 (en.: 2020 UCI Cyclo-cross World Championships) si sono svolti a Dübendorf, in Svizzera, dal 1º al 2 febbraio. Sono state 6 le gare in programma, di cui tre maschili e tre femminili.

## Programma
Sabato 1º febbraio:
- 11.00 Donne Junior
- 13.00 Uomini Under-23
- 15.00 Donne Elite

Domenica 2 febbraio:
- 11.00 Uomini Junior
- 13.00 Donne Under-23
- 14.30 Uomini Elite

## Medagliere
| Pos.   | Nazione       | Oro | Argento | Bronzo | Totale |
| ------ | ------------- | --- | ------- | ------ | ------ |
| 1      | Paesi Bassi   | 4   | 2       | 2      | 8      |
| 2      | Belgio        | 1   | 1       | 2      | 4      |
| 3      | Francia       | 1   | 0       | 0      | 1      |
| 4      | Gran Bretagna | 0   | 1       | 1      | 2      |
| 5      | Ungheria      | 0   | 1       | 0      | 1      |
| 5      | Svizzera      | 0   | 1       | 0      | 1      |
| 7      | Stati Uniti   | 0   | 0       | 1      | 1      |
| Totale | Totale        | 6   | 6       | 6      | 18     |

## Podi
| Eventi            | Oro                                    | Tempo    | Argento                      | Tempo   | Bronzo                    | Tempo   |
| Gare maschili     |                                        |          |                              |         |                           |         |
| Elite dettagli    | Mathieu van der Poel Paesi Bassi       | 1h08'52" | Thomas Pidcock Gran Bretagna | a 1'20" | Toon Aerts Belgio         | a 1'45" |
| Under-23 dettagli | Ryan Kamp Paesi Bassi                  | 47'53"   | Kevin Kuhn Svizzera          | a 36"   | Mees Hendrikx Paesi Bassi | a 52"   |
| Junior dettagli   | Thibau Nys Belgio                      | 38'50"   | Lennert Belmans Belgio       | a 31"   | Emiel Verstrynge Belgio   | a 38"   |
| Gare femminili    |                                        |          |                              |         |                           |         |
| Elite dettagli    | Ceylin del Carmen Alvarado Paesi Bassi | 45'20"   | Annemarie Worst Paesi Bassi  | a 01"   | Lucinda Brand Paesi Bassi | a 10"   |
| Under-23 dettagli | Marion Norbert-Riberolle Francia       | 48'31"   | Kata Blanka Vas Ungheria     | a 27"   | Anna Kay Gran Bretagna    | a 40"   |
| Junior dettagli   | Shirin van Anrooij Paesi Bassi         | 38'34"   | Puck Pieterse Paesi Bassi    | a 53"   | Madigan Munro Stati Uniti | a 1'18" |